# Beaupuy (Lot-et-Garonne)
Beaupuy (okzitanisch: Bèthpug) ist eine französische Gemeinde mit 1.678 Einwohnern (Stand: 1. Januar 2022) im Département Lot-et-Garonne in der Region Nouvelle-Aquitaine. Sie gehört zum Arrondissement Marmande und zum Kanton Marmande-1. Die Einwohner werden Bellopodiens genannt.

## Geographie
Die Gemeinde Beaupuy liegt vier Kilometer nördlich der Innenstadt von Marmande. Im Norden begrenzt der Fluss Gupie die Gemeinde. Das Weinbaugebiet Côtes du Marmandais reicht in die Gemeinde hinein. Umgeben wird Beaupuy von den Nachbargemeinden Castelnau-sur-Gupie im Norden, Mauvezin-sur-Gupie im Norden und Nordosten, Marmande im Osten und Süden sowie Sainte-Bazeille im Westen.

## Bevölkerungsentwicklung
| Jahr                       | 1962 | 1968 | 1975 | 1982 | 1990 | 1999 | 2006 | 2013 | 2022 |
| -------------------------- | ---- | ---- | ---- | ---- | ---- | ---- | ---- | ---- | ---- |
| Einwohner                  | 569  | 585  | 739  | 964  | 1050 | 1028 | 1294 | 1594 | 1678 |
| Quellen: Cassini und INSEE |      |      |      |      |      |      |      |      |      |

## Sehenswürdigkeiten
- Kirche Saint-Vincent aus dem 16. Jahrhundert
- Schloss Beauvallon mit dem Trockenhaus für Tabak (Monument historique seit 2007)
- Turm von Aspe, frühere Mühle
- Rathaus aus dem 16. Jahrhundert, im 17./18. Jahrhundert umgebaut

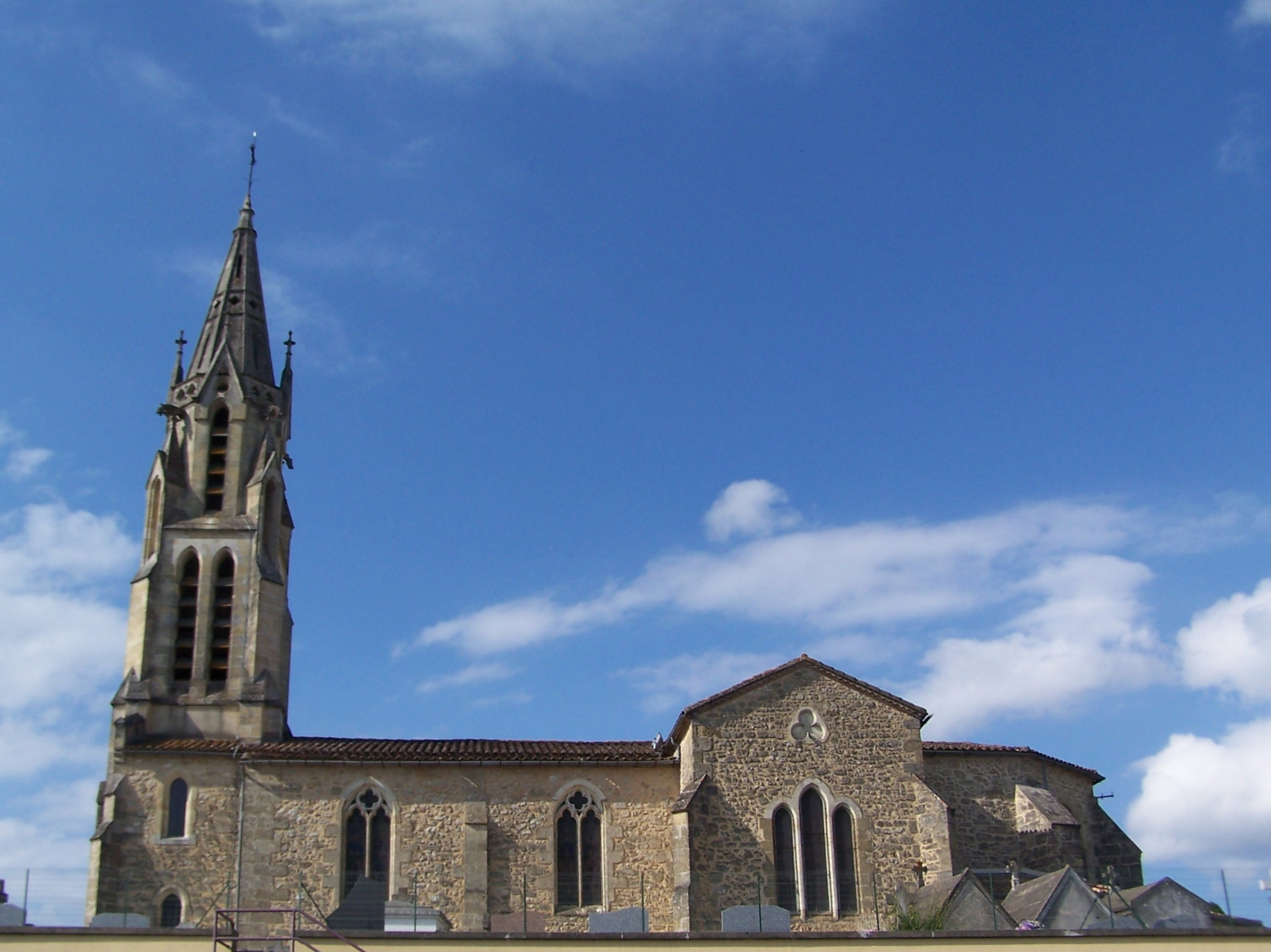
Kirche Saint-Vincent
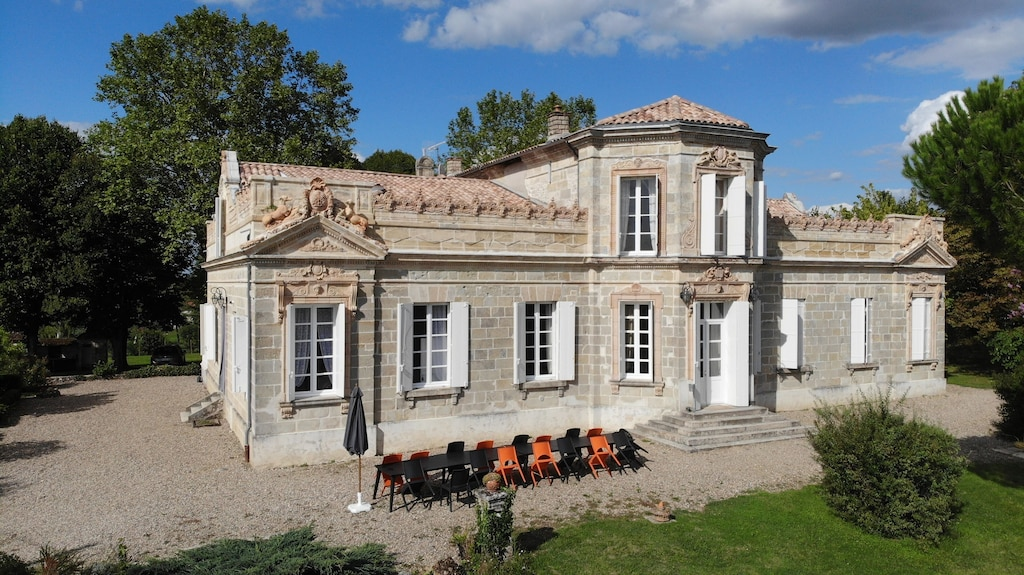
Schloss
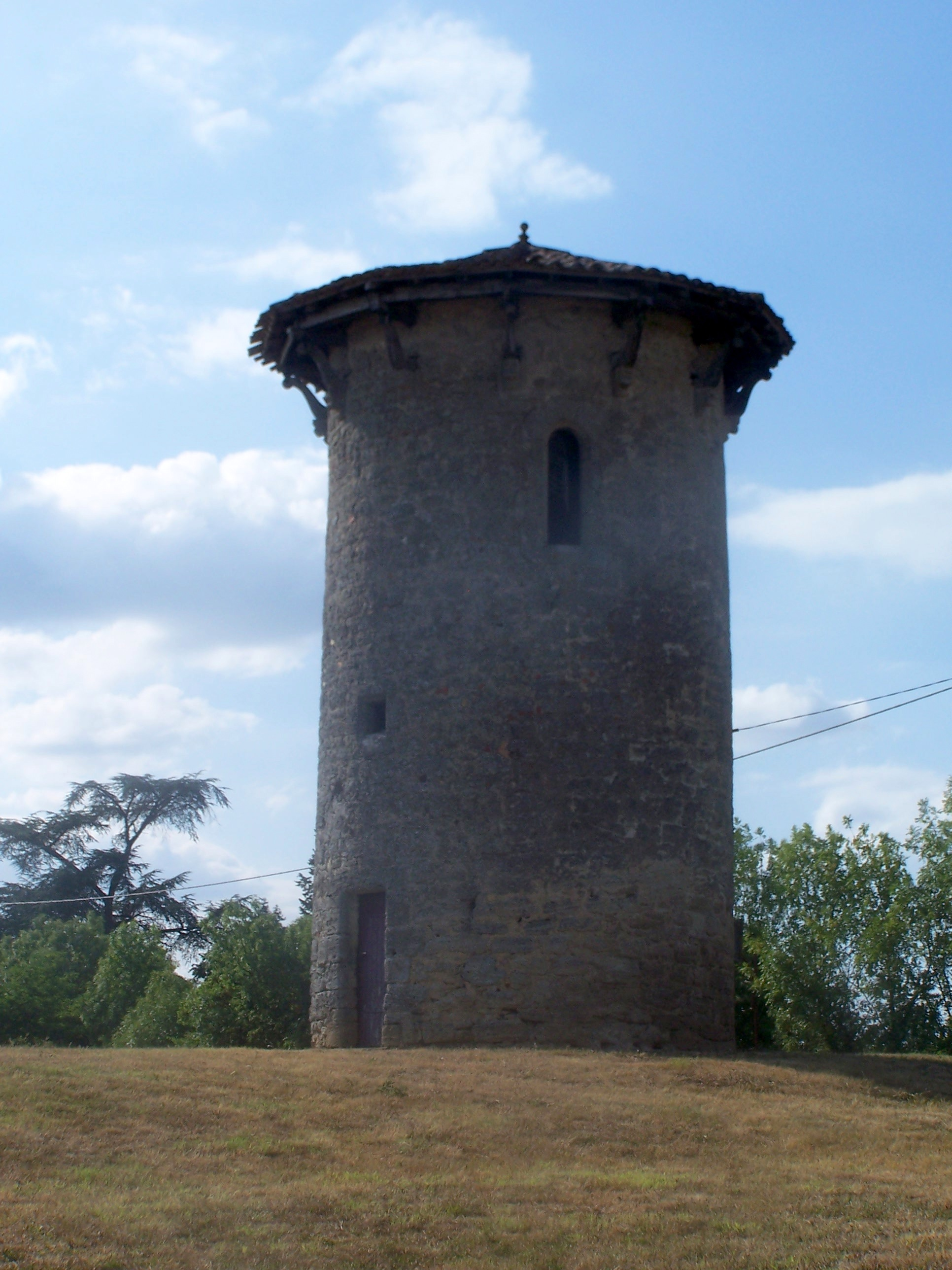
Turm von Aspe
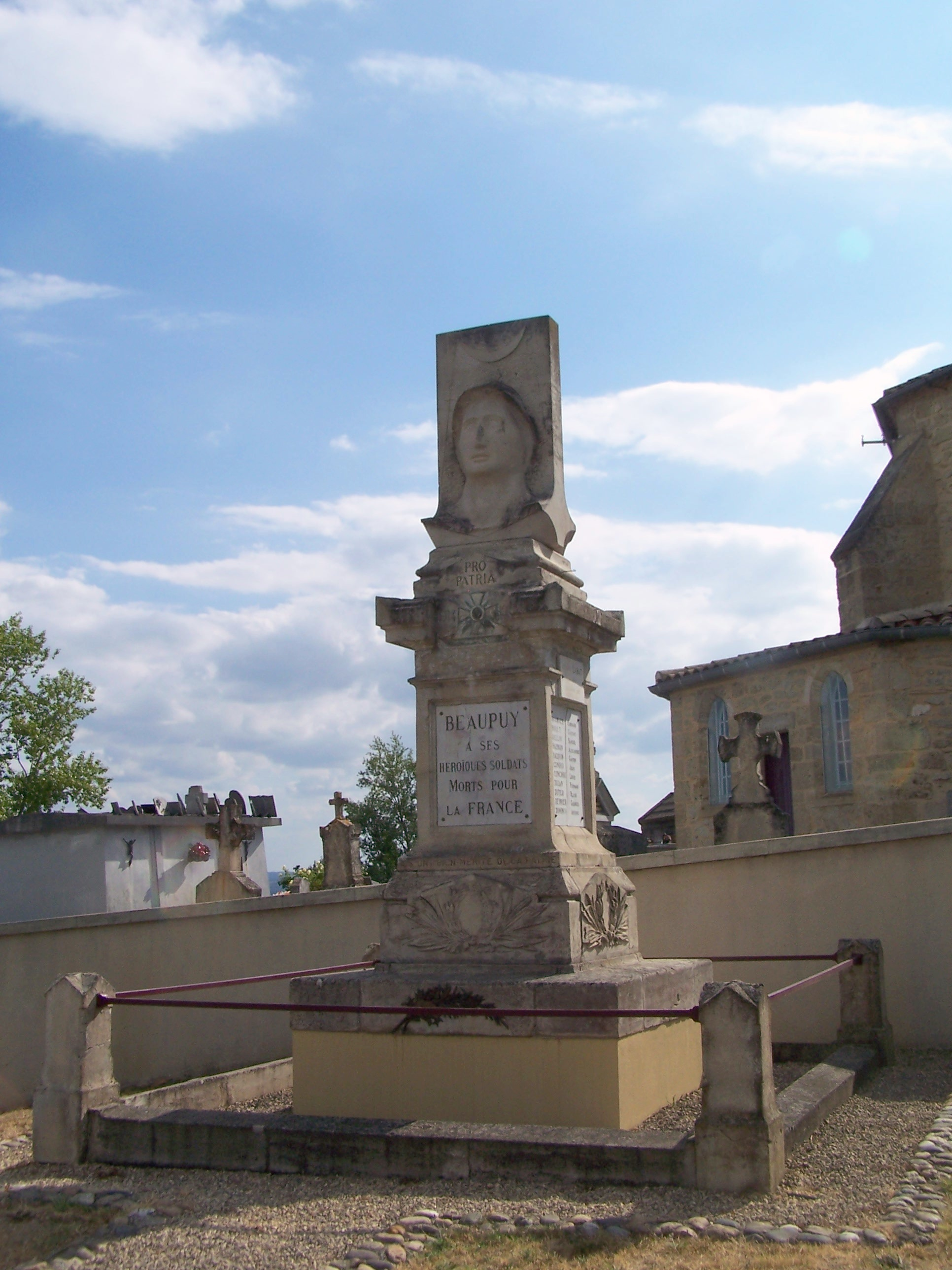
Gefallenendenkmal